# Eustrophopsis
Eustrophopsis es un género de coleóptero de la familia Tetratomidae.

## Especies
Las especies de este género son:
- Eustrophopsis arizonensis
- Eustrophopsis bicolor
- Eustrophopsis bipunctatus
- Eustrophopsis bombinus
- Eustrophopsis brunneimarginatus
- Eustrophopsis confinis
- Eustrophopsis discoideus
- Eustrophopsis junctus
- Eustrophopsis maculatus
- Eustrophopsis nigromaculatus
- Eustrophopsis ochraceus
- Eustrophopsis ornatus
- Eustrophopsis quindecimmaculata
- Eustrophopsis rotundatus
- Eustrophopsis sexmaculata
- Eustrophopsis similis
- Eustrophopsis striatus